# مارغوت غايل
مارغوت غايل (بالإنجليزية: Margot Gayle)‏ هي كاتِبة أمريكية، ولدت في 14 مايو 1908، وتوفيت في 28 سبتمبر 2008.